# Barbro Östlihn
Barbro Östlihn, née le 20 mai 1930 et morte le 27 janvier 1995, est une artiste suédoise. Elle est l'une des seules femmes incluse dans l'exposition historique de pop art à la Hayward Gallery de Londres en 1969.

## Biographie
Barbro Östlihn naît à Bromma, en 1930. Elle se spécialise dans les peintures monumentales aux motifs géométriques. 
Un critique la désigne comme une simple « belle-famille du mouvement »[réf. nécessaire], en raison de son mariage en 1960 avec l'artiste pop Öyvind Fahlström. Barbro Östlihn soutient la carrière de son mari en produisant de nombreuses peintures pour lui et en participant à ses performances tout en bâtissant sa propre réputation et son succès critique. Après avoir déménagé de Stockholm à New York en 1961, elle expose son travail tout au long des années 1960 : chez Cordier & Ekstrom, en 1964 et à la Tibor de Nagy Gallery, en 1966 et 1968. 
Barbro Östlihn est l'une des seules femmes incluse dans l'exposition historique de pop art à la Hayward Gallery de Londres en 1969. Plusieurs de ses œuvres font maintenant partie de la collection du Moderna Museet de Stockholm, parmi de nombreuses autres collections publiques et privées.
Barbro Östlihn et son mari divorcent en 1976, l'année de la mort de Fahlström. Elle déménage cette même année à Paris où elle vit jusqu'à son décès en 1995.

## Œuvres
Beaucoup de ses toiles à bords durs ont été extraites de détails architecturaux - portes, portails, moulures, toits, gratte-ciel - tandis que d'autres ont été modelées sur des objets naturels tels que des fleurs. Son approche esthétique a marqué son rejet des principes de l'expressionnisme abstrait et l'a placée carrément dans le mouvement pop art en plein essor. Pourtant, de nombreux premiers critiques ont décrit ses peintures comme abstraites et précises, teintées des qualités mystérieuses du surréalisme et de la nature décadente de l'art nouveau[réf. nécessaire]. 

## Expositions

### Monographies
- Barbro Östlihn : Målningar från New York, Stockholm, Paris 1962-1983, Moderna Museet, Stockholm, 1984
- Barbro Östlihn : liv och konst, Norrköpings Konstmuseum, 2003

### Collectives
- Pop Art, Hayward Gallery, Londres, 1969
- Seductive subversion : women pop artists, 1958-1968, Rosenwald-Wolf Gallery, University of the Arts, New York, 2010